# Cecilie Hother
Cecilie Marina Hother Sørensen (født 22. oktober 1978 i Hjørring) er en dansk iværksætter, vejr- og tv-vært på TV 2 og TV 2 Fri. Hun har tidligere været vejrvært ved DR.

## Opvækst
Hother blev født i Hjørring og har fem ældre søskende. Hun voksede op flere forskellige steder i landet, da hendes forældres direktørstillinger og skilsmisse gjorde det nødvendigt. Hun nåede at gå på fem forskellige folkeskoler. I teenage-alderen boede hun hos faren i Randers, og moren i Silkeborg. Cecilie Hother blev student fra Øregård Gymnasium i Hellerup.
Efter gymnasiet læste Hother blandt andet psykologi i Caribien, arbejdede som producer, gik på Filmhøjskolen i Ebeltoft og gennemførte  Guldsmedeskolens grundforløb. En manglende læreplads gjorde, at hun ikke blev færdiguddannet guldsmed.

## Tv

### Vært
I 2008 begyndte Cecilie Hother som vejrvært på TV 2 Vejret og Go' Morgen Danmark på TV 2. Efter fire år hos TV 2 skiftede hun i sommeren 2012 til DR, hvor hun sammen med Søren Jacobsen skulle lave Vores vejr på DR1. Det blev dog ikke til mere end otte måneder hos DR, inden hun vendte tilbage til TV 2's kanaler. Her skulle Hother fra 5. maj 2013 være med til at starte den nye kanal TV 2 Fri, hvor hun blev en af de bærende værter.
Efter at have sagt op hos TV2 i 2022 gik turen til DR, hvor hun nu blev Radiovært på det nyopstartede program "Det Store Talkshow", hvor hun sammen med med-værten David Mandel, interview'er 3 kulturpersonligheder. Programmet ligger på P4.[kilde mangler]

### Andet
I november 2010 vandt Cecilie Hother og Mads Vad den syvende sæson af underholdningsprogrammet Vild Med Dans.
Hun vandt i 2012 en runde af Vild Med Comedy foran Amalie Szigethy, Jeanette Ottesen og Anders Blichfeldt.

## Iværksætteri
Cecilie Hother lancerede i oktober 2012 sin egen smykkeserie med navnet "blaest" (blæst), som hun havde brugt 18 måneder på at designe og udvikle. Smykkerne bliver solgt fra hendes virksomhed Gaia Jewels, og i forbindelse med lanceringen blev det aftalt, at Hother ikke må bære sine egne smykker, når hun var på arbejde som tv-vært. Flere kollektioner er kommet til, og Gaia Jewels drives af Cecilie Hother, som også designer smykkerne. I dag hedder firmaet "By Cecilie Hother", og nu er det ikke kun smykker, men andre af Cecilie Hother's Designs der sælges under navnet "By Cecilie Hother" 
i 2024 Startede Cecilie Hother sin egen vejrudsigt på hendes Instagram profil. Dette var ikke set før og var en stor succes. Den daglige vejrudsigt bliver set af mange tusinde mennesker hver dag. Det var en ny måde at lave vejrudsigter på og en ny måde at lave TV på Instagram.[kilde mangler]
Fra 2020 og frem har Cecilie Hother holdt foredrag og bliver ofte brugt som moderator og konferencier fra alt som politiske debatter til blomstershows på scenen i Tivoli. Cecilie Hother spænder bredt.[kilde mangler]
I februar 2016 afslørede Hother, at hun lider af sygdommen PCO, som øger mængden af testosteron i kroppen og har medført hirsutisme i mange år. Hun og en partner åbnede en privatklinik, som skulle hjælpe patienter med PCO og afhjælpe de gener, som den medfører. Partnerskabet endte med, at Cecilie Hother blev tvunget ud af firmaet CeriX. Hother anlagde sag mod sin tidligere forretningspartner.
En retssag som Cecilie Hother vandt ved landsretten i 2023.[kilde mangler]

## Privat
Siden sommeren 2014 har Cecilie Hother dannet par med Thomas Gregers Honoré (f. 1969). De mødte hinanden i 2011 på en tur med Team Rynkeby fra Nordsjælland til Paris. I februar 2016 offentliggjorde Hother, at hun trods sin hormonsygdom var blevet gravid. I midten af juli fødte hun en pige. I efteråret 2017 blev Hother og Thomas Gregers Honoré forlovet, og året efter blev de gift.
I januar 2019 afslørede parret at skulle have en søn i juli, men 2. marts mistede parret deres ufødte barn. I 2020 fødte Cecilie Hother en dreng.